# غاستون بونيه
غاستون بونيه (بالفرنسية: Gaston Bonnier)‏ هو عالم نبات وعالم بيئة فرنسي، ولدَ في 9 أبريل 1853 في باريس، وفي الفترة ما بين 1873 حتى 1876 درسَ في مدرسة الأساتذة العليا في باريس، وفي عام 1878 درس في جامعة أوبسالا مع عالم النبات الفرنسي تشارلز فلاهولت. توفي غاستون في 2 يناير 1922.
من أبرز طلاب غاستون:
- لويس إمبرغر
- بول جاكارد